# Dénatalité
Il y a dénatalité lorsque le taux de natalité est inférieur au taux de mortalité, de sorte que la population vieillit et décroît, à moins que l'immigration compense la variation naturelle de la population.
La dénatalité survient lorsque la fécondité devient inférieure au taux de remplacement.

## Définition
La dénatalité correspond à une fécondité inférieure au taux de remplacement, autrement dit à un indice synthétique de fécondité (ISF) qui, s'il persiste, conduit à ce que chaque nouvelle génération compte moins d'individus que la précédente dans une zone donnée. Dans les pays développés, le seuil de remplacement est d'environ 2,1 enfants nés par femme, mais il peut atteindre 3,4 dans certains pays en développement en raison de taux de mortalité plus élevés. Au niveau mondial, l'indice synthétique de fécondité de remplacement était de 2,33 enfants par femme en 2003. Il est possible de traduire cela par deux enfants par femme pour remplacer les deux parents, plus un tiers d'enfant pour compenser la probabilité plus élevée de naissance de garçons et de mortalité avant la fin de la vie féconde d'une personne.
Le taux de fécondité de remplacement en termes de taux net de reproduction (NRR) est exactement égal à un, car le NRR tient compte à la fois des taux de mortalité et des sex-ratios à la naissance.[réf. nécessaire]

## Statistiques
En 2019, près de la moitié de la population mondiale vivent dans des pays où la fécondité est inférieure à 2,1 naissances par femme contre moins d'un quart en 1990. Cela inclut l'ensemble des nations d'Europe et d'Amérique du Nord, l'Australie et la Nouvelle-Zélande, 20 pays d'Amérique latine, 12 pays d'Asie de l'Est et du Sud-est, 10 d'Afrique du Nord et du Moyen-Orient, etc. Les plus peuplés parmi ces pays à faible fertilité sont la Chine, les États-Unis, le Brésil, le Bangladesh, la Russie, le Japon et le Vietnam. La plupart de ces pays ont cependant encore une population croissante en raison de l'immigration, de la dynamique démographique et de l'augmentation de l'espérance de vie. En 2016, tous les pays de l'Union européenne avaient un taux de fécondité inférieur au taux de remplacement, allant d'un minimum de 1,3 au Portugal, en Pologne, en Grèce, en Espagne et à Chypre à un maximum de 2,0 en France. Les pays ou régions qui ont la plus faible fécondité se trouvent dans les régions développées d'Asie de l'Est et du Sud-Est : Singapour, Hong Kong et Corée du Sud. En 2015, seuls quelques pays, comme le Japon, l'Allemagne, la Lituanie et l'Ukraine, ont connu une fécondité inférieure au taux de remplacement pendant suffisamment longtemps et parfois combinée à d'autres facteurs démographiques, comme une émigration plus forte que l'immigration, pour connaître un déclin démographique. En 2019, l'indice synthétique de fécondité variait entre 0,92 en Corée du Sud et 7,03 au Niger.

## Causes
Les causes de la dénatalité sont encore mal comprises.

### Explications traditionnelles
- Si vous ne connaissez pas le sujet, laissez ce bandeau (vous pouvez alors contacter les auteurs).
- Si vous supprimez le contenu mis en cause (vous pouvez préalablement contacter les auteurs),

argumentez précisément cette suppression dans la page de discussion
(un manque de référence n'est pas un argument ; une recherche réelle de référence doit avoir été effectuée, être formellement documentée).
Plusieurs hypothèses sont étudiées pour l'époque contemporaine, diverses causes pouvant se succéder en surajoutant leurs effets aux précédentes ou en étant atténuées par des politiques ou contextes natalistes. 
À partir de la seconde partie du XVIIIe siècle, une certaine stabilité politique, des guerres et conflits moins nombreux ont permis de meilleures récoltes et une diminution des famines et de la pauvreté. Des améliorations techniques agricoles et zootechniques (sélection suivant les " lois de la génétique ", invention du bocage) ont à nouveau accru le rendement des récoltes qui s'était souvent effondré au Moyen Âge. Les crises de subsistance se font donc plus rares, alors que de nouveaux continents s'ouvrent à l'exploration et à la colonisation européenne ; autant d'éléments qui pourraient expliquer la forte croissance démographique du XVIIIe siècle, augmentation impliquant une pression accrue sur les ressources locales (forêt notamment), qui se traduira par l'exploitation de ressources éloignées avec le début des grandes périodes coloniales. 
Les guerres ont été de courtes périodes de dénatalité, suivies dans certains pays d'un baby-boom encouragé par les États. 
Les progrès de l'hygiène et des techniques d'accompagnement de la grossesse et de l'accouchement, combinés à la généralisation des moyens de maîtrise de la reproduction semblent avoir pour conséquences une diminution de la natalité chez les riches et son augmentation chez les pauvres, avec quelques exceptions liées à des principes moraux ou religieux interdisant par exemple le contrôle des naissances.

### Causes environnementales
- Si vous ne connaissez pas le sujet, laissez ce bandeau (vous pouvez alors contacter les auteurs).
- Si vous supprimez le contenu mis en cause (vous pouvez préalablement contacter les auteurs),

argumentez précisément cette suppression dans la page de discussion
(un manque de référence n'est pas un argument ; une recherche réelle de référence doit avoir été effectuée, être formellement documentée).

Courbe démographique 1960-2010 pour la Biélorussie (source DAES, 2012, population en milliers d'habitants).

Certains toxiques (métaux lourds, pesticides, etc.) répandus dans l'environnement par les activités humaines sont des facteurs avérés de délétion de la spermatogenèse ou portent atteinte aux ovules ou au bon déroulement de la fécondation ou de la grossesse (on les dit " reprotoxiques "). Le nombre de couples ayant des difficultés à faire des enfants est en augmentation régulière.

## Époque contemporaine
La dénatalité est un phénomène démographique observé dans plusieurs nations occidentales et dans certains pays d'Asie, notamment le Japon (cf. vieillissement du Japon).
En 2005, la moyenne européenne se situe aux alentours de 1,4 enfant par mère en âge de procréer. La Russie connait également ce phénomène démographique.

### Allemagne
Un journaliste québécois prévoyait en 2005 qu'en 2035, l'Allemagne serait le pays dont la population serait la plus âgée. Une femme sur quatre n'a pas enfants, et, pour les diplômées universitaires, c'est une sur deux. Selon le journal Der Spiegel (2005), « l'élite de la République ne se reproduit plus ».
L'État allemand prend en compte plusieurs facteurs pour une politique familiale. D'un côté, les politiques familiales ont été associées à l'époque nazie. D'un autre côté, les garderies étaient associées à l'endoctrinement de l'État communiste de RDA.